# Campionato Piauiense 2022
Il Campionato Piauiense 2022 è stata l'82ª edizione della massima serie del campionato piauiense. La stagione è iniziata il 26 gennaio 2022 e si è conclusa il 30 aprile successivo.

## Stagione

### Novità
Al termine della stagione 2021, sono retrocesse in Segunda Divisão Tiradentes e Picos. Dalla seconda divisione, invece, sono state promosse Oeirense e Cori-Sabbá.

### Formato
Le otto squadre si affrontano dapprima in una prima fase, consistente in un girone da otto squadre. Le prime due classificate di tale girone, accederanno alla seconda fase che decreterà la vincitrice del campionato. Le ultime due classificate, retrocedono in Segunda Divisão.
La formazione vincitrice, potrà partecipare alla Série D 2023, alla Coppa del Brasile 2023 e alla Copa do Nordeste 2023. La formazione vice-campione, solo alla Série D. Nel caso le prime due classificate siano già qualificate alla Série D, l'accesso alla quarta serie andrà a scalare.

## Risultati

### Prima fase
|  | Pos. | Squadra       | Pt | G  | V | N | P  | GF | GS | DR  |
|  | ---- | ------------- | -- | -- | - | - | -- | -- | -- | --- |
|  | 1.   | Fluminense-PI | 30 | 14 | 9 | 3 | 2  | 31 | 10 | +21 |
|  | 2.   | Altos         | 29 | 14 | 8 | 5 | 1  | 29 | 8  | +16 |
|  | 3.   | Parnahyba     | 24 | 14 | 7 | 3 | 4  | 19 | 22 | -3  |
|  | 4.   | 4 de Julho    | 24 | 14 | 6 | 6 | 2  | 17 | 8  | +9  |
|  | 5.   | River         | 21 | 14 | 6 | 3 | 5  | 22 | 16 | +6  |
|  | 6.   | Cori-Sabbá    | 13 | 14 | 3 | 4 | 7  | 15 | 23 | -8  |
|  | 7.   | Oeirense      | 11 | 14 | 2 | 5 | 7  | 12 | 22 | -10 |
|  | 8.   | Flamengo-PI   | 1  | 14 | 0 | 1 | 13 | 5  | 41 | -36 |

Legenda:
      Ammessa alla seconda fase.
      Retrocesse in Segunda Divisão 2023
Note:
Tre punti a vittoria, uno a pareggio, zero a sconfitta.

### Seconda fase
|  | Semifinali | Semifinali    | Semifinali | Semifinali | Semifinali |  |  | Finale | Finale        | Finale | Finale | Finale |  |
|  |            |               |            |            |            |  |  |        |               |        |        |        |  |
|  | 3          | Parnahyba     | 3          | 0          | 3          |  |  |        |               |        |        |        |  |
|  | 2          | Altos         | 0          | 2          | 2          |  |  | 3      | Parnahyba     | 0      | 1      | 1      |  |
|  | 4          | 4 de Julho    | 1          | 0          | 1          |  |  | 1      | Fluminense-PI | 1      | 0      | 1      |  |
|  | 1          | Fluminense-PI | 1          | 1          | 2          |  |  |        |               |        |        |        |  |